# Snowboarden op de Olympische Winterspelen 1998
Snowboarden is een van de sporten die beoefend werden tijdens de Olympische Winterspelen 1998 in Nagano.

## Heren

### Halfpipe
| rang   | sporter(s)           | land | punten |
| ------ | -------------------- | ---- | ------ |
| Goud   | Gian Simmen          | SUI  | 85.2   |
| Zilver | Daniel Franck        | NOR  | 82.4   |
| Brons  | Ross Powers          | USA  | 82.1   |
| 4      | Fabien Rohrer        | SUI  | 78.7   |
| 5      | Guillaume Chastagnol | FRA  | 78.3   |
| 6      | Jacob Söderqvist     | SWE  | 77.8   |
| 7      | Sebastian Kuhlberg   | FIN  | 76.8   |
| 8      | Michael Michalchuck  | CAN  | 76.0   |

### Reuzenslalom
| rang   | sporter(s)          | land | tijd    |
| ------ | ------------------- | ---- | ------- |
| Goud   | Ross Rebagliati     | CAN  | 2:03.96 |
| Zilver | Thomas Prugger      | ITA  | 2:03.98 |
| Brons  | Ueli Kestenholz     | SUI  | 2:04.08 |
| 4      | Dieter Krassnig     | AUT  | 2:04.33 |
| 5      | Mathieu Bozzetto    | FRA  | 2:04.57 |
| 6      | Chris Klug          | USA  | 2:05.25 |
| 7      | Martin Freimadenetz | AUT  | 2:05.34 |
| 8      | Maxence Idesheim    | FRA  | 2:05.52 |
|        |                     |      |         |
| 10     | Thedo Remmelink     | NED  | 2:07.25 |

## Dames

### Halfpipe
| rang   | sporter(s)          | land | punten |
| ------ | ------------------- | ---- | ------ |
| Goud   | Nicola Thost        | GER  | 74.6   |
| Zilver | Stine Brun Kjeldaas | NOR  | 74.2   |
| Brons  | Shannon Dunn        | USA  | 72.8   |
| 4      | Cara-Beth Burnside  | USA  | 72.6   |
| 5      | Maelle Ricker       | CAN  | 71.1   |
| 6      | Minna Hesso         | FIN  | 70.8   |
| 7      | Jenny Jonsson       | SWE  | 65.9   |
| 8      | Jennie Waara        | SWE  | 62.7   |

### Reuzenslalom
| rang   | sporter(s)                  | land | tijd    |
| ------ | --------------------------- | ---- | ------- |
| Goud   | Karine Ruby                 | FRA  | 2:17.34 |
| Zilver | Heidi Renoth                | GER  | 2:19.17 |
| Brons  | Brigitte Koeck              | AUT  | 2:19.42 |
| 4      | Lidia Trettel               | ITA  | 2:19.71 |
| 5      | Ursula Fingerlos            | AUT  | 2:20.36 |
| 6      | Marion Posch                | ITA  | 2:21.34 |
| 7      | Dagmar Mair unter der Eggen | ITA  | 2:22.42 |
| 8      | Isabell Zedlacher           | AUT  | 2:22.92 |

## Medaillespiegel
| Plaats | Land             | NOC    | Goud | Zilver | Brons | Totaal |
| ------ | ---------------- | ------ | ---- | ------ | ----- | ------ |
| 1      | Duitsland        | GER    | 1    | 1      | 0     | 2      |
| 2      | Zwitserland      | SUI    | 1    | 0      | 1     | 2      |
| 3      | Canada           | CAN    | 1    | 0      | 0     | 1      |
| 3      | Frankrijk        | FRA    | 1    | 0      | 0     | 1      |
| 5      | Noorwegen        | NOR    | 0    | 2      | 0     | 2      |
| 6      | Italië           | ITA    | 0    | 1      | 0     | 1      |
| 7      | Verenigde Staten | USA    | 0    | 0      | 2     | 2      |
| 8      | Oostenrijk       | AUT    | 0    | 0      | 1     | 1      |
| Totaal | Totaal           | Totaal | 4    | 4      | 4     | 12     |